# Henry Deringer
Henry Deringer (26 d'octubre de 1786 – 28 de febrer de 1868) fou un armer estatunidenc. Conegut per haver inventat i donat el seu nom a la pistola derringer.

## Primers anys
Deringer va néixer a Easton, Pennsilvània el 26 d'octubre de 1786 fill de l'armer colonial Henry Deringer Sènior (1756-1833) i Catherine McQuety (1759–1829). La família es va traslladr a Filadèlfia on el seu pare treballava en el rifle de Kentucky, tant en un model esportiu com en una versió bàsica per l'US Army. Va enviar el seu fill a Richmond a aprendre la professió amb un altre armer.
Henry Deringer va tornar a Pennsilvània després d'acabar el seu aprenentatge i instal·lar una botiga a Filadèlfia el 1806, en Tamarind St. Es va casar amb Elizabeth Hollobush a la Primera Església Reformada de Filadèlfia el 5 d'abril de 1810.

## Obra
Deringer els esforços primerencs eren per contractes militars, produint militar pistols, muskets i rifles. Entre aquells va produir era el Model 1814 Rifle Comú i el Model 1817 Rifle Comú. Va produir rifles de comerç, va designar per les tribus americanes Natives, per complir les obligacions de tractat dels EUA. El seu specialties esdevenia bé rifles esportius i dueling pistols. Va parar els contractes de govern pel mid-1840s.
Dins 1825 va dissenyar el primer de la vàlua gran, curt barreled pistols que dirigiria a fama i riquesa considerable per ell. Utilitzant el bàsic flintlock acció en comú ús al temps, el pistols era el morro que carrega tirs sols, o dins alguns casos, doble barreled en un per damunt-sota manera.
Els models més tardans van utilitzar l'acció de gorra de la percussió, tot i que ambdues accions van ser fabricades i venut per algun temps. Per armes del seu disseny propi, va adoptar la tecnologia de gorra de percussió més nova, posant el seu pistol en la vora tallant moderna. Sigui innovating; la gorra de percussió va ser perfeccionada aproximadament 1820, i Deringer era màrqueting els pel 1830s, i possiblement el mid-1820s.

## Nom i marca registrada

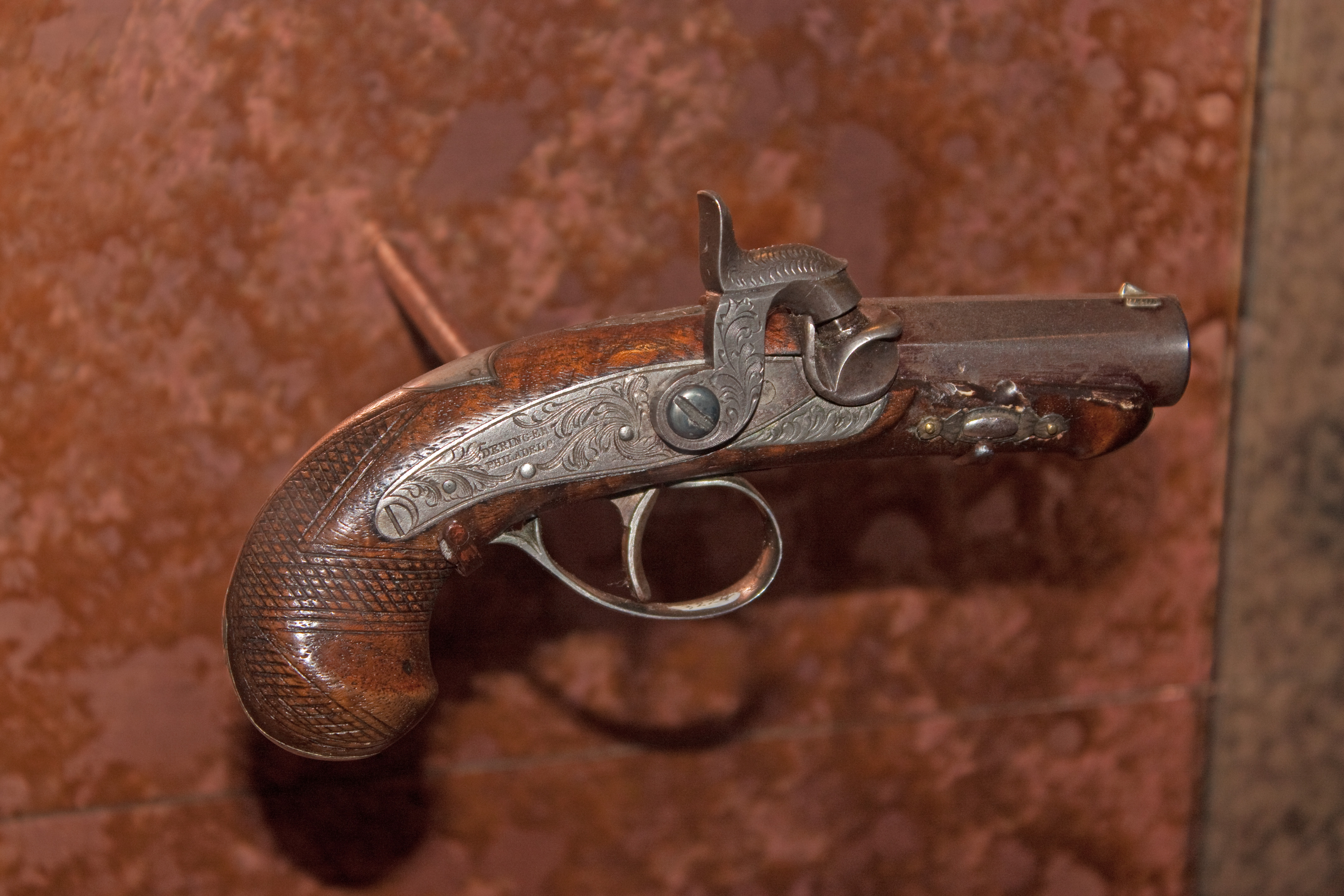
John Wilkes Booth Filadèlfia Deringer

Deringer Mai reclamat una patent pel seu pistols i el públic els va comprar tan ràpid mentre els va produir. Desenvolupament més llunyà i copiant del seu disseny resultat en el derringer (nota el doble-r) pistol que era generically va fabricar àmpliament per altres empreses.
Hi hi havia estès copiant dels seus dissenys, va incloure francament counterfeiting amb el seu proofmarks el ser va copiar. Una empresa fins i tot contractada un sastre va cridar "John" Deringer de manera que pugui posar el Deringer nom en les seves armes de foc. Alguns de Deringer workmen també va deixar l'empresa per instal·lar els seus duplicats propis, whilst altres copiat seu pistols tan de prop tan possible amb alguns fins i tot posant en el seu Deringer nom i marca. Deringer Va lluitar aquestes contravencions per la majoria de la seva vida empresarial. El Derringer vs Xapa governar, dins que la Califòrnia el tribunal Suprem governat en el favor de l'empresa, esdevenia un landmark dins llei de marca.

## Mort
Deringer Mort dins 1868 a l'edat de 81 i va ser enterrat dins Cementiri de Turó del Llorer dins Filadèlfia.